# Шекель Первой Иудейской войны

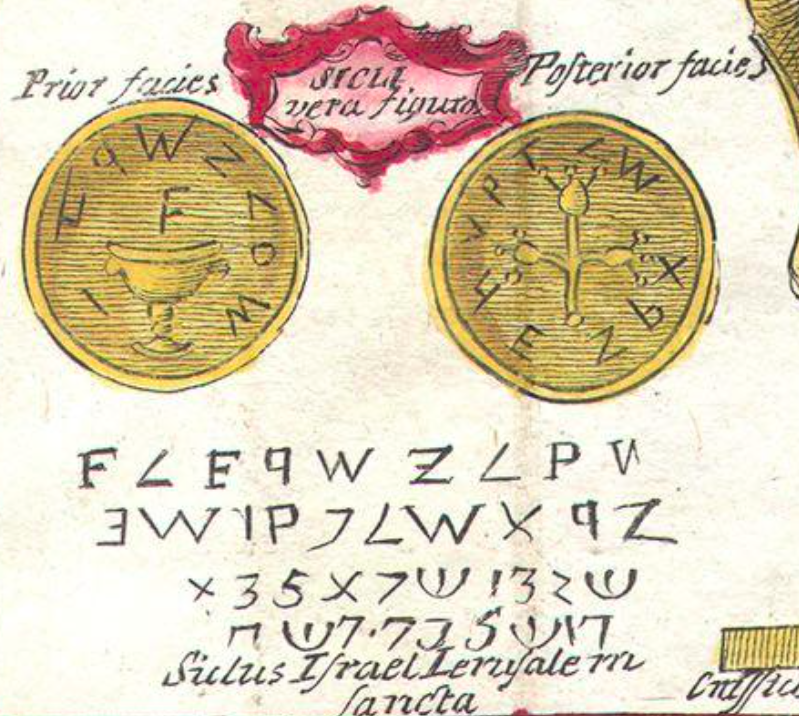
Шекель Первой Иудейской войны на рисунке ок. 1631/1632 г.

Шекель Первой Иудейской войны — основной номинал серебряных монет, выпускавшихся повстанцами во время Первой иудейской войны (I век) на удерживаемой ими территории. Выпускались также серебряные полушекели и четверти шекеля, кроме того, монеты из бронзы.
До восстания иудейские серебряные монеты не чеканились.  Серебряные шекели (или сиклы; вес 14 граммов) и полшекели (полусиклы, 7 граммов) имели изображения чаши на лицевой стороне и лилии с тремя цветками — на оборотной, а также древнееврейские надписи палеоеврейским шрифтом, на одной стороне «израильский шекель или пол шекеля» и буква, означавшая год, на другой — «священный Иерусалим». На шекелях периода осады встречались ещё три эмблемы: фиговый лист (лист инжира), фиговый отрог (сук, боковой отросток инжира) и райское яблоко.

## Предыстория
Восстание 66—71 годов, описанное Иосифом Флавием, который впервые применил к нему название Иудейские войны, было вызвано притеснениями корыстолюбивого Гессия Флора, назначенного при Нероне правителем Иудеи. Поджигаемое фанатизмом ревнителей-зелотов, восстание охватило всю Палестину и соседние области Египта и Сирии. В Александрии, Дамаске и других городах шли убийства и уличные битвы, в которых гибли десятки тысяч человек. Правитель Сирии, Цестий Галл, двинулся к Иерусалиму для подавления мятежа, но, отбитый Симоном (Шимоном) бар Гиорой, должен был отступить и во время отступления потерпел тяжёлый урон. Евреи восстановили теократическое правление; во главе восставших стоял первосвященник Анна, среди предводителей выделялись Иосиф бен Матитьягу (Иосиф Флавий), областной военачальник Галилеи, и Иоанн Гискальский…

## История

### Монеты 1-го года восстания (66—67 гг. н. э.)
Вдохновлённые победами повстанцы начали чеканить собственную серебряную монету — шекель. До этого времени шекель был лишь весовой единицей. Ранее, в Иудее монеты из серебра не чеканились.
Выпускались серебряные монеты достоинством в шекель, полшекеля и четверть шекеля. Вес монет соответствовал тирским статерам. На аверсе монеты изображалась ритуальная чаша, а на реверсе ветвь гранатового дерева с тремя гранатами. В первом выпуске монеты чаша на аверсе и ветвь граната на реверсе изображены в круге из выпуклых точек — «жемчужин». В последующих выпусках точки отображать перестали, что позволило увеличить и уточнить изображения чаши и ветви. Хотя в то время на территории Иудеи говорили на арамейском, а древний иврит использовался, в основном, в религиозных целях, надписи на монетах не случайно были сделаны на  иврите палеоеврейским письмом. Выбирая шрифт эпохи Первого Храма, участники восстания декларировали, что они наследники Давида и Соломона, единого еврейского царства.
Надпись гласила: «שקל ישראל — ше́кель исраэ́ль» — «Шекель Израиля». Тем самым сразу было сказано о номинале монеты, о её весе и о том, кто её чеканил. На монете в полшекеля имеется надпись: «חצי השקל — хаци ше́кель» — «Половина шекеля».
На реверсе монет надпись: «ירושלים הקדושה — ирушала́им хакдуша́» — «Святой Иерусалим».

### Монеты 2-го года восстания (67—68 гг. н. э.)

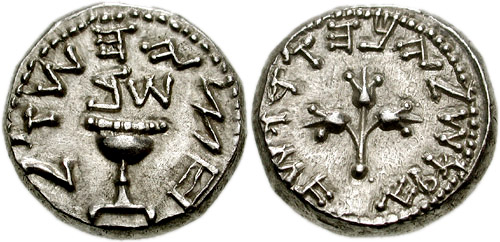
Полшекеля 2-го года восстания

В первый год восстания (66—67 гг. н. э.) выпускались только серебряные монеты. Начиная со второго года (67—68 гг. н. э.) появляются бронзовые монеты пруты, чеканившиеся ещё со времен Хасмонеев, но с иными символами и надписями. На аверсе изображён сосуд, традиционно называемый амфорой, но не похожий на классические греческие или римские, а также надпись на древнем иврите «Год второй». На реверсе — виноградный лист на ветке и надпись: «חרת ציון — херу́т цио́н» — «Свобода Сиона». Сион тут не просто синоним Иерусалима, а поэтический образ с национальным подтекстом — символ древней родины.

### Монеты 3-го года восстания (68—69 гг. н. э.)

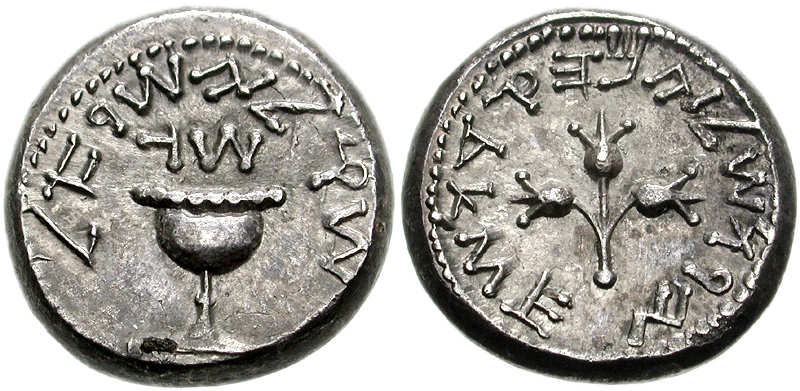
Шекель 3-го года восстания

Монеты третьего года восстания (68—69 гг. н. э.) практически не отличаются от монет второго года, лишь на бронзовой пруте появилась амфора с крышкой и новая дата «Год третий».

### Монеты 4-го года восстания (69—70 гг. н. э.)

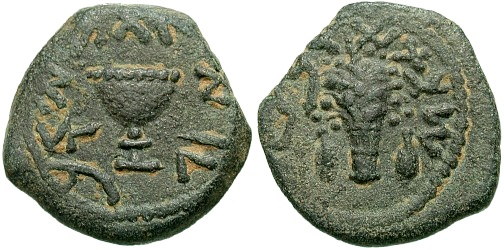
Восьмая часть шекеля (бронза) 4-го года восстания

По мере того, как повстанцы терпели поражение и удерживаемые ими территории переходили в руки римлян, положение получает своё отражение в монетах четвёртого года восстания (69—70 гг. н. э.). Из-за нехватки серебра шекели начинают чеканить в меньшем количестве. Изображения на них те же. Изменилась лишь дата: «год четвёртый». Увеличивается выпуск бронзовых монет. Появляются новые номиналы бронзовых монет (полшекеля, четверть шекеля и одна восьмая шекеля) и увеличивается их выпуск. Монета достоинством прута практически не чеканится. На новых монетах новые изображения и новые надписи, соответствующие изменившейся ситуации. Три новых монеты содержат изображения, связанные с Суккот — праздником в память о жизни израильтян в пустыне после исхода из Египта. Это лулав, верба и мирта, этрог, пальма с корзинами фиников, ритуальная чаша, похожая изображенную на серебряном шекеле. Бронзовая монета массой около 15 граммов — полшекеля, с надписью на реверсе «חצי — хэ́ци» — «половина» и «год четвертый». Четверть шекеля, его иногда называют «средняя бронза», монета массой около 9 граммов с надписью на реверсе «רביע — рэвия» — «четверть» и «год четвертый». Восьмая часть шекеля — «малая бронза», массой около 5 граммов и надписью «год четвертый». Надпись на аверсе изменилась и теперь переводится как «Спасение Сиона», вместо чеканившейся на прутах второго и третьего года «Свобода Сиона» отражает изменение политической ситуации. «Свобода» говорит о надежде восставших на скорое окончание римского правления, но на четвёртый год войны под контролем восставших остались только Иерусалим и Масада.

### Монеты 5-го года восстания (70—71 гг. н. э.)
В 70 г. н. э. сын Веспасиана, Тит, по поручению отца, осадил Иерусалим. Иудеи мужественно защищались; в городе начался голод и уже в первые месяцы осады от него погибло 115 880 человек.
В августе римляне вошли в храмовый двор. Храм пал и был сожжен. В еврейской традиции считается, что Храм был разрушен 9-го ава — в тот же день, когда в 586 г. до н. э. был разрушен Навуходоносором Первый Храм (Храм Соломона). Последнее еврейское сопротивление сосредоточилось на небольшой южной окраине, где и было сломлено через месяц. Погибли тысячи человек. Римляне спотыкались о груды тел, чтобы добить тех, кто ещё был жив. Мертвых просто сваливали в кучи на улицах. Как пишет Иосиф Флавий «… мостовую не было видно под телами… не было ни одного уголка города не покрытого их телами…». Рим теперь владел Иерусалимом после почти полугодовой осады, а вся кампания, включая сбор войска, подготовку и передвижения, заняла почти полтора года.
В 70 г. н. э. шекели чеканили всего около четырёх месяцев. Естественно, монеты пятого года восстания являются наиболее редкими. Серебряный шекель отличается только датой — «год пятый». Их известно менее 30 штук.
После сопровождавшегося страшной резней и разрушениями взятия города Тит отправился в Рим, где отпраздновал великолепный триумф; в числе пленных, шедших за колесницей триумфатора, были вожди инсургентов, Иоанн и Симон. Иоанн был брошен в темницу, где и умер, а Симон был казнён.
В Палестине, после взятия Иерусалима, война ещё продолжалась с тем же ожесточением с остатками радикального крыла зелотов сикариев; последней пала Массада. Когда стены крепости были так сильно повреждены, что час от часу ожидалось их падение, сикарии сожгли свои дома, убили жен и детей своих, а затем и себя.

## Датировка монет
Дата (первый год (восстания), второй год и т. д.) на серебряных монетах указывалась на аверсе буквами древнееврейского алфавита. «א — Алеф — 1», «ב — Бейт — 2», «ג — Ги́мел — 3», «ד — Да́лет — 4», «ה — Хей — 5». Начиная со второго года ещё ставили букву «ש — Шин» (сокращение от слова שָנָה — шана́ — год).

## Нумизматическая ценность
Пробный серебряный шекель 1-го года восстания (66—67 гг. н. э.), известный всего в нескольких экземплярах, отличался дизайном от стандартного шекеля первого года. В 1991 году такой шекель был куплен нумизматом из Лос-Анджелеса за 240 тыс. долларов. В 2012 году эта монета продана на аукционе в Нью-Йорке уже за 1,1 млн долларов. Обычный шекель первого года стоит 5-10 тысяч долларов США.

## Образец для монет и знаков

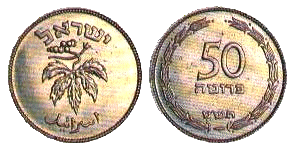
50 прут 1949 года выпуска

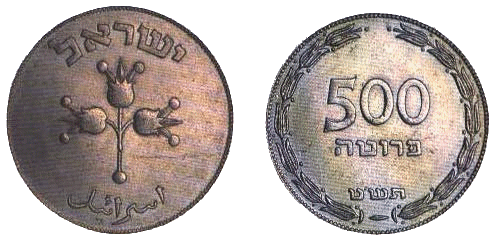
500 прут 1952 года выпуска

С 16 и до 1930-х гг. в Германии чеканился так называемый гёрлицкий шекель (нем. Görlitzer Schekel) — памятная медаль для паломников реплики Иерусалимских святынь (Heliges Grab) в г. Гёрлиц. Он изготавливался из более дешёвых материалов, чем оригинальный шекель, и был большего размера. Надписи на нём повторяли надписи на оригинальном шекеле Иудейской войны, но не древним, а средневековым еврейским квадратным шрифтом, близким к современному. Смысл изображений на оригинальном шекеле гравёрам был непонятен, поэтому они интерпретировали чашу с буквами над ней как кадильницу с дымом, а посох с навершием в виде трёх цветков — как растение.
Когда в 1949 году Израильское общество нумизматов предложило Национальному Банку Израиля свою помощь в создании эскизов новых монет, члены общества Леон Кадман и Ханан Павел указали на древние монеты времён антиримского восстания (60—70-е годы н. э.), а художник-график Отто Валлиш выполнил рабочие эскизы.
Также мотивы изображений монет Первой иудейской войны в разные годы использовали Зеев Липман и Герд Ротшильд (дизайнерская фирма «Rothschild and Lippman»), Габи Нееман, Цви Наркис, Натан Карп, Виктор Хаустер.